# SMIL
SMIL (é uma sigla da lingua Suéca A máquina de número de Lund) foi a primeira geração de computadores construído em Universidade de Lund em Lund, Suécia. SMIL, o segundo computador construído na Suécia, foi baseadono no BESK que por sua vez foi baseado na arquitetura do computador IAS e desenvolvido por John von Neumann.
Em 4 de Janeiro de 2006 foi lançado um emulador de SMIL chamado SMILemu.